# Gornji Suhor pri Vinici
Gornji Suhor pri Vinici je naselje u slovenskoj Općini Črnomelju. Gornji Suhor pri Vinici se nalazi u pokrajini Dolenjskoj i statističkoj regiji Jugoistočnoj Sloveniji. 

## Stanovništvo
Prema popisu stanovništva iz 2002. godine naselje je imalo 35 stanovnika.